# Guerra del Líban de 2006
La Guerra del Líban de 2006 coneguda també com la Segona Guerra del Líban fou un conflicte entre Israel i la milícia xiita del grup Hesbol·là que va tenir lloc en el Líban, en els Alts del Golan sirians i en el nord d'Israel. La guerra va ser precipitada per la incursió transfronterera de Hesbol·là de 2006 com a part del Conflicte de les Granges de Xebaa, començà el 12 de juliol de 2006 i acabà amb un alto el foc de l'ONU el 14 d'agost del mateix any, malgrat que el bloqueig naval sobre el Líban es mantingué fins al 8 de setembre. Les Nacions Unides hi desplegaren una missió de pau.

## Antecedents
El conflicte va començar quan militants de Hesbol·là van disparar coets contra poblacions frontereres israelianes com una maniobra de diversió per a un atac amb míssils anti-tanc a dos Humvees blindats que patrullaven el costat israelià de la tanca fronterera.

## La guerra
Al començament de la guerra, Israel va utilitzar una intensiva campanya aèria destinada a eliminar Hezbol·là i destruir el seu exèrcit, com manifestà el primer ministre israelià Ehud Olmert, i aspirava al retorn dels soldats israelians capturats. La campanya començà destruint infraestructures libaneses i objectius de Hesbol·là, i va continuar durant tota la guerra.

## El final de la guerra
L'11 d'agost de 2006, el Consell de Seguretat de les Nacions Unides va aprovar per unanimitat la Resolució 1701 del Consell de Seguretat de les Nacions Unides per posar fi a les hostilitats. La resolució va ser aprovada pels governs libanès i israelià els dies següents, demanava el desarmament de Hezbol·là, la retirada de les Forces de Defensa d'Israel (FDI) del Líban i el desplegament de les Forces Armades libaneses i una força provisional de les Nacions Unides ampliada al Líban (UNIFIL) al sud. L'exèrcit libanès va començar a desplegar-se al sud del Líban el 17 d'agost de 2006. El bloqueig va ser aixecat el 8 de setembre de 2006. L'1 d'octubre de 2006, la majoria de les tropes israelianes es van retirar del Líban, encara que l'última de les tropes va continuar ocupant el poble fronterer de Ghajar. Les restes dels dos soldats capturats, la destinació dels quals es desconeixia, van ser retornades a Israel el 16 de juliol de 2008 com a part d'un intercanvi de presoners. Tant Hezbollah com el govern israelià van reclamar la victòria.

## Conseqüències
En comparació amb els resultats de les guerres de l'Iraq de 1990-1991 i 2003, i l'Operació Força Aliada de 1999 a Kosovo, la força aèria israeliana fou incapaç d'acomplir els seus objectius tan completament, en part resultat de l'eficaç ús de la doctrina militar que Hesbol·là utilitzava. També hi ha hagut informes durant el conflicte que un dron de Hezbollah va penetrar en espai aeri israelià, retornant a territori libanès.